# Spoo
Ve science fiction televizním seriálu Babylon 5 je spoo [spů] velmi hodnotným a oblíbeným jídlem. Je vyrobeno ze stejnojmenného mimozemského živočicha podobného červu. Mezi všemi rasami je spoo považováno za nejchutnější jídlo naší galaxie. Ačkoliv je to všeobecně oblíbený pokrm a aktivně obchodovaná komodita, samotnému stvoření se dostává pouze opovržení od ras, které ho konzumují. 
Od uvedení v televizním seriálu Babylon 5 zůstalo spoo v povědomí mezi fanoušky. Zrodilo se tak všechno od pokusů o přípravu vlastní verze spoo až k povídkám, vztahujícím se k tomuto tématu.